# Akokan
Akokan ist eine Bergwerkssiedlung im Stadtgebiet von Arlit in Niger.
Die Siedlung wurde in den 1970er Jahren für die Arbeiter und Angestellten der Compagnie Minière d’Akouta (COMINAK) angelegt, die das nahegelegene Uranbergwerk Akouta ausbeutet. In Akokan wurde 1979 ein Verwaltungsposten (poste administratif) eingerichtet, eine von einem chef de poste administratif geleitete untere Verwaltungseinheit. Laut Volkszählung 2012 hat Akokan 22.212 Einwohner. Diese leben in 3234 Haushalten, von denen 123 bäuerliche Haushalte sind. Bei der Volkszählung 2001 betrug die Einwohnerzahl 21.927. 13.783 Einwohner waren es bei der Volkszählung 1988.
Akokan bietet eine für nigrische Standards vergleichsweise gute städtische Infrastruktur, zu der Hotels, Sportanlagen und ein Kulturzentrum zählen. Um den Stadtteil entstanden ausgedehnte Barackensiedlungen, in denen sich Tuareg und Tubu aus der Region ansiedelten. Greenpeace stellte 2009 eine alarmierend hohe radioaktive Belastung in und um Akokan fest. Der französische Staatskonzern Areva, der die relative Mehrheit an der COMINAK besitzt, bestätigte die Vorwürfe schließlich 2010 und verpflichtete sich zur Säuberung der betroffenen Gebiete.